# IPPC-direktivet
IPPC-direktivet är ett av Europeiska unionens direktiv och antogs av Europeiska unionens råd 1996 sedan hela IPPC-konceptet börjat diskuteras på 1980-talet.

## Bakgrund
Avsikten med direktivet var och är att samordna åtgärder för att förebygga och begränsa föroreningar. Förslaget till det första IPPC-direktiv föregicks av ett konsultationsförfarande i medlemsstaterna som startade i maj 1991. I september 1993 lade kommissionen fram ett förslag till direktiv.
Under åren har direktivet ändrats vid fyra tillfällen för att 2008 konsolideras i direktiv 2008/1/EG.87.
År 2010 antogs slutligen en reviderad version av direktivet som brukar kallas IED-direktivet. Detta ska tillämpas från 2016. I IED-direktivet har flera tidigare mindre direktiv tagits in, bland annat det tidigare fristående direktivet men utsläppskrav för stora förbränningsanläggningar, LCP-direktivet.

### Titel
IPPC står för Integrated Pollution Prevention and Control. Det är titeln på ett direktiv som på svenska heter "Samordnade åtgärder för att förebygga och begränsa föroreningar".
Direktivet är ett så kallat minimidirektiv, vilket innebär att en medlemsstat får ha strängare regler i sin nationella lagstiftning. För svensk del återfinns reglerna i 2 och 3 kap miljöbalken.

### Tillstånd
Enligt direktivet krävs det tillstånd för industriverksamhet och jordbruk med hög föroreningspotential. Ett sådant tillstånd får bara beviljas om vissa miljökrav är uppfyllda. Företagen ska själva ansvara för förebyggande och minskning av de föroreningar som de kan komma att orsaka.
De företag som åsyftas är till exempel sådana som är pruducenter av energi eller som sysslar med metallindustri, mineralbearbetning, kemisk industri, avfallshantering, djuruppfödning med flera industrier.

### Ansökan om tillstånd
Varje ansökan om tillstånd ska riktas till den berörda medlemsstatens behöriga myndighet. Det är myndigheten som beslutar om en verksamhet ska få tillstånd. Myndighetens beslut ska kunna överklagas till domstol.
Ansökan måste bland annat innehålla uppgifter om
- anläggningen och verksamheterna där (bland annat art och omfattning)
- förhållandena på platsen
- råvaror, andra ämnen och den energi som används eller genereras i anläggningen
- anläggningens utsläppskällor, art och mängd av varje förutsebart utsläpp till olika delar av miljön och effekter på miljön
- teknik och metoder för att förebygga eller minska utsläpp från anläggningen
- åtgärder för att förebygga uppkomsten av avfall
- planerade åtgärder för att övervaka utsläpp och eventuella alternativ

### Tillståndsbeslut
Tillståndsbeslutet ska innehålla en rad konkreta krav om bland annat
- utsläppsgränsvärden för förorenande ämnen, utom i fråga om växthusgaser, om det tillämpas ett system för handel med utsläppsrätter
- eventuella åtgärder för att skydda mark, vatten och luft
- åtgärder för hanteringen av avfall
- åtgärder för exceptionella förhållanden (läckor, störningar i driften, tillfälliga eller slutgiltiga avbrott osv.)
- minimering av långväga eller gränsöverskridande föroreningar
- utsläppskontroll
- bindande föreskrifter där så är lämpligt

## Jämför
- Internationell miljörätt